# La Yunta
La Yunta är en ort i Spanien.   Den ligger i provinsen Provincia de Guadalajara och regionen Kastilien-La Mancha, i den centrala delen av landet, 180 km öster om huvudstaden Madrid. La Yunta ligger 1 108 meter över havet och antalet invånare är 140.
Terrängen runt La Yunta är platt åt nordost, men åt sydväst är den kuperad.  Trakten runt La Yunta är nära nog obefolkad, med mindre än två invånare per kvadratkilometer. Närmaste större samhälle är Molina de Aragón, 18,8 km väster om La Yunta. Omgivningarna runt La Yunta är i huvudsak ett öppet busklandskap.